# Finders Keepers (ER)
Finders Keepers is de achttiende aflevering van het negende seizoen van de televisieserie ER, die voor het eerst werd uitgezonden op 3 april 2003.

## Verhaal
Dr. Romano wordt, nadat hij ontheven werd als stafchef, nu hoofd van de SEH. Iedereen is hier verbaasd over en het personeel maakt al snel kennis met zijn manier van werken. Vol met wraak gevoelens stort hij zich op het werk en maakt al snel ruzie met het personeel als met de patiënten. Na een enerverende werkdag besluit hij om iets te gaan drinken in een café, hier krijgt hij ook als snel ruzie en wordt door wat klappen gevloerd.
Dr. Kovac krijgt een bericht van zijn vroegere studiegenoot uit Kroatië, zij heeft een doodziek kind dat daar niet geholpen kan worden en vraagt dr. Kovac om hulp. Dr. Kovac vraagt nu aan dr. Weaver voor hulp, zij vertelt hem dat hier geen geld voor is.
Een jonge vrouw die hoogzwanger is en terminale kanker heeft moet een moeilijke beslissing nemen tussen chemotherapie voor het redden van haar leven of het leven van haar ongeboren kind.
Dr. Pratt komt erachter dat dr. Jing-Mei vandaag jarig is en moet nu snel een cadeau kopen, hij vindt bij een straatventer een mooi paar leren handschoenen. Nadat hij dit aan haar heeft gegeven komen zij erachter dat deze handschoenen van diefstal afkomstig zijn, nu is zij boos op hem voor het kopen van een cadeau bij een straatventer.
Het personeel op de SEH maakt ineens kennis met de echtgenoot van dr. Lewis. Iedereen is verbaasd omdat zij niet wisten dat dr. Lewis überhaupt een vriend had. Zij verklaart dat zij in een dronken bui vorige week in Las Vegas getrouwd is met iemand die zij kort ervoor had ontmoet.

## Rolverdeling

### Hoofdrollen
- Noah Wyle – dr. John Carter
- Laura Innes – dr. Kerry Weaver
- Mekhi Phifer – dr. Gregory Pratt
- Alex Kingston – dr. Elizabeth Corday
- Goran Višnjić – dr. Luka Kovac
- Sherry Stringfield – dr. Susan Lewis
- Ming-Na – dr. Jing-Mei Chen
- Paul McCrane – dr. Robert Romano
- Andy Umberger – dr. David Harvey
- Maura Tierney – verpleegster Abby Lockhart
- Laura Cerón – verpleegster Chuny Marquez
- Yvette Freeman – verpleegster Haleh Adams
- Linda Shing – ICU verpleegster Corazon
- Montae Russell – ambulancemedewerker Dwight Zadro
- Michelle Bonilla – ambulancemedewerker Christine Harms
- Lyn Alicia Henderson – ambulancemedewerker Pamela Olbes
- Demetrius Navarro – ambulancemedewerker Morales
- Sharif Atkins – Michael Gallant
- Donal Logue – Chuck Martin
- Abraham Benrubi – Jerry Markovic

### Gastrollen (selectie)
- Bodhi Elfman – Nicky
- Elizabeth Bogush – Debra Strickland
- Crista Flanagan – Pam
- Jamie McShane – Josh Rushing
- Stephanie Venditto – Diana Rushing
- Ike Bram – Eddie
- Thomas Alan Beckett – barkeeper
- Smith Cho – Woo